# محافظه بیش
محافظه بیش (به عربی: محافظة بيش) یک محافظه‌های عربستان در عربستان سعودی است که در استان جازان واقع شده‌است.